# Ottersleber Teich
Der Ottersleber Teich (auch Mühlenteich genannt) ist ein Teich im Goethepark am nördlichen Rand des Magdeburger Stadtteils Ottersleben.
Der Teich hat eine maximale Tiefe von 2,20 m und ist als geschütztes Biotop eingestuft. Zufluss und Abfluss des kleinen Gewässers erfolgt über den Bachlauf Klinke, der auf der Ostseite einmündet und den Teich auf der Westseite wieder verlässt. Die Wasserqualität des Bachs und damit wohl auch des Teichs wird in diesem Bereich mit einer Güteklasse II bis III angegeben. Die schon als kritisch eingeschätzte Belastung rührt vor allem von den Einträgen landwirtschaftlich genutzter Flächen und Kleingärten am Oberlauf der Klinke her. Auch wird ein relativ hoher Salzgehalt gemessen.
Westlich des Teichs befindet sich ein Regenrückhaltebecken. In den 1990er Jahren errichtet wird es vom Städtischen Abwasserbetrieb Magdeburg (SAM) betrieben und dient der Sammlung des Regenwassers aus den umliegenden Straßen und den neuen Wohngebieten Otterslebens. Das Ufer wurde mit Röhricht bepflanzt und naturnah gestaltet, so dass der Eindruck eines weiteren Teichs entstanden ist. Für Fälle eines zu hohen Wasserstandes besteht ein Überlauf zum Ottersleber Teich.
Der Teich ist vom örtlichen Anglerverein gepachtet. Im Winter wird der Teich gerne zum Schlittschuhlaufen genutzt.
Im Teich leben Plötze, Karpfen, Schleie, Hecht und Barsch. Auch Molche, Teichfrösche und Erdkröten gehören zur Fauna des Ottersleber Teichs. In den Sommernächten können Fledermäuse beobachtet werden. Unter den Vögeln dominieren Teichenten, Blesshühner und Stockenten. Gelegentlich werden auch Schwäne beobachtet.
Im mit Gras bewachsenen Uferbereich fehlen die häufigen ufertypischen Pflanzengesellschaften. Am Ostufer stehen einige Platanen, Weiden und diverse Sträucher.

## Geschichte
Erstmals urkundlich erwähnt wurde der Teich im Jahr 1563. Am Ufer befand sich eine Wassermühle. Es wird vermutet, dass für deren Zwecke der Teich künstlich angelegt worden war. Bis 1835 nutzte der Müller Beeker den Teich als Wasserreservoir. Er verkaufte dann seine Rechte für 800 Taler an die Fabrikbesitzer Böckelmann und Köhne. Diese entnahmen der Klinke Wasser und leiteten dies zu einem Brunnen auf ihrem Fabrikhof. In den 1930er Jahren erfolgte eine Verrohrung der Klinke und des hier in die Klinke mündenden vom Amtsgarten Ottersleben kommenden Quellgraben. Später wurde dann auch die Mühle stillgelegt. Die Fabrik wurde ebenfalls in den 1930er/1940er Jahren aufgegeben. Der Abriss des leerstehenden Mühlgebäudes erfolgte jedoch erst in den 1970er Jahren. In diesem Jahrzehnt gab es auch Pläne den Ottersleber Teich zum Freibad umzugestalten. Hierzu war eine Vergrößerung des Teichs beabsichtigt. Mit der Abholzung einiger alter Weiden begannen sogar die Bauarbeiten, wurden dann jedoch wieder eingestellt.
Der Teich wurde dann später als Aufzuchtteich für Karpfen genutzt und dient heute als Angelgewässer. Das Umfeld ist parkartig gestaltet.
Anfang der 1990er Jahre entstand die nahegelegenen Wohnsiedlung Goethepark.